# Sagarahiang
Sagarahiang is een bestuurslaag in het regentschap Kuningan van de provincie West-Java, Indonesië. Sagarahiang telt 3280 inwoners (volkstelling 2010).